# Basiceros scambognathus

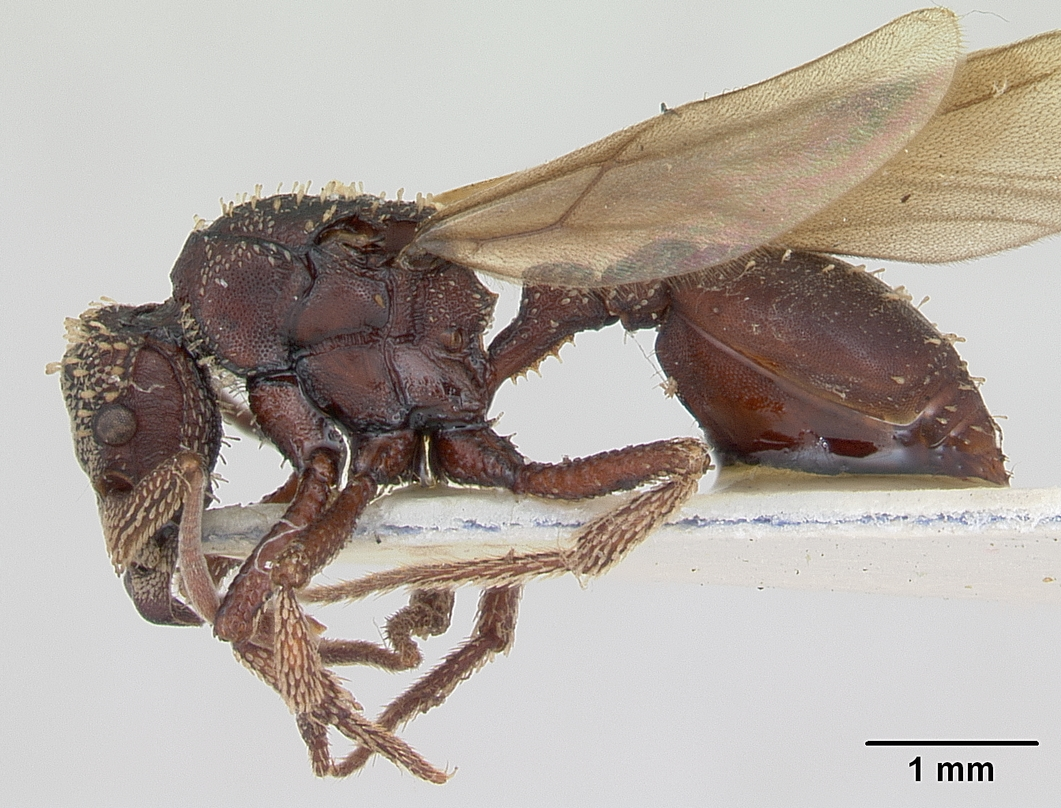
Крылатая самка

Basiceros scambognathus (лат.) — вид мелких муравьёв из трибы Basicerotini подсемейства Myrmicinae (Formicidae). Южная Америка.

## Распространение
Южная Америка (Бразилия, Венесуэла).

## Описание
Мелкие почвенные муравьи (большинство имеют длину тела около 5 мм). Основная окраска тела коричневая. От близких видов отличается следующими признаками: мандибулы субтреугольной формы, сильно изогнуты снизу и с прямыми внешними краями у основания; анэпистернум глубоко вдавлен; затылочный край головы трапециевидный или субпрямоугольный, не образующий сплошного гребня (у B. disciger и B. militaris затылочный край головы округлый, образует сплошной или почти непрерывный приподнятый гребень).
Цвет тёмно-коричневый, ноги и усики несколько светлее; мезоплевра, петиоль и брюшко с участками ржаво-железистого цвета. Мандибулы гладкие, блестящие, с мелкими разбросанными точками; внутренняя поверхность усиковых бороздок с поперечной морщинистостью поверх мелкой пунктуации; поверхность головы морщинистая, морщинки образуют рыхлую сетку с глубокими ячейками, весь покров тонко пунктирован. Боковая сторона переднеспинки и передние тазики в грубой пунктуации, диск переднеспинки в пунктировке и рыхлой сетке морщинок; мезоплевра, метаплевра, петиоль, постпетиоль и поверхность брюшка слабо блестящие и довольно гладкие, с многочисленными точками. Дорзум головы, латеробазально-мандибулярная область, верх мезосомы, петиоль, постпетиоль и первый стернит брюшка с небольшими беловатыми, частично вдавленными лопатообразными волосками. Густые волоски на голове и скапусе усиков, реже на мезосоме, стебельке и брюшке; ноги и усики с обильными лопатообразными волосками кремового цвета, направленными кверху и постепенно утончающимися к лапкам. Задняя часть головы, тыльная сторона мезосомы, заднебоковой угол переднеспинки, II—VII брюшные сегменты с довольно обильными короткими, прямостоячими, сильно булавовидными беловато-золотистыми волосками; отчетливая группа длинных нитевидных волосков выступает из верхней губы; пигидий с короткими прямыми волосками. Глаза относительно небольшие (около пяти фасеток на максимальном диаметре) и расположены далеко назад, прямо на дорсальном крае усиковой бороздки.

## Классификация
Вид был впервые описан в 1949 году американским мирмекологом Уильямом Брауном (Brown William L. Jr., 1922—1997) под названием Creightonidris scambognatha Brown, 1949. В 2007 году в ходе ревизии, проведённой бразильскими энтомологами род Creightonidris Brown, 1949 был синонимизирован с Basiceros и вид получил современное название Basiceros scambognathus.